# Pirogue monoxyle

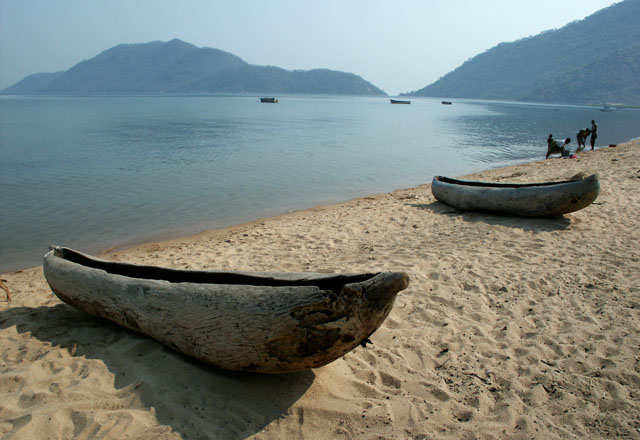
Pirogues monoxyles malawis.

Une barque ou pirogue monoxyle est une embarcation construite dans une unique pièce de bois taillée dans un tronc d'arbre.
Au contraire, les embarcations qualifiées de polyxyles sont constituées de plusieurs troncs. La pirogue monoxyle est le bateau fluvial primitif et elle a été utilisée dans toutes les civilisations lacustres.

## En Europe
La pirogue de Pesse trouvée aux Pays-Bas est considérée comme étant le plus ancien bateau connu au monde. La datation au carbone indique que le bateau a été fabriqué au cours du début de la période mésolithique, entre 8040 av. J.-C. et 7510 av. J.-C.,,.
En France, la culture danubienne a pu introduire les pirogues monoxyles. Plusieurs - d'une datation délicate - ont été découvertes dans les sédiments de la Loire, mesurant de 9 à 11 mètres de longueur, pour 5 à 8 mètres dans ses affluents.
Des pirogues monoxyles étaient utilisées en Grèce antique. Des maquettes de pirogues monoxyles en céramique ont été découvertes dans le site préhistorique de Dispilió, dans le nome de Kastoria. Des modèles réduits en plomb ont été découverts dans l'île de Naxos et sont conservés au musée Ashmolean d'Oxford.
Au musée de Toul, dans la salle d’archéologie antique, on peut admirer une pirogue monoxyle découverte et précieusement récupérée en 1958, en amont de Toul, dans les alluvions de la Moselle. Elle mesure sept mètres de long et sa datation, réalisée grâce au carbone 14 par le laboratoire de Gif-sur-Yvette, la fait remonter au milieu du IIe siècle .
Dans le quartier de Bercy à Paris (12ème), on a retrouvé plusieurs pirogues datées jusqu'à 4800 ans av. J.-C. (Pirogues de Bercy). Une partie d'entre elles est exposée au Musée Carnavalet de Paris. 
Les pirogues monoxyles sont également utilisées au Moyen âge. En France, on a retrouvé en 1975 près de Moncey, dans le Doubs, les restes d'une pirogue monoxyle dans le lit de la rivière Ognon. La datation au carbone 14 du bois qui la compose a permis de savoir qu'elle datait du Moyen âge.
Le fond de la pirogue peut être plan ou courbe, intérieurement ou extérieurement, dans toute sa longueur ou dans la partie principale seulement. Quelques couples peuvent être taillés dans la masse pour conserver la solidité en dépit d'un allègement de la structure.

## En Afrique
Au Musée royal de l'Afrique centrale à Tervuren (Belgique) est exposée une pirogue monoxyle en bois d’Entandrophragma utile, longue de 22,5 m et d'un poids de quelque 3 500 kg.

## Ailleurs dans le monde

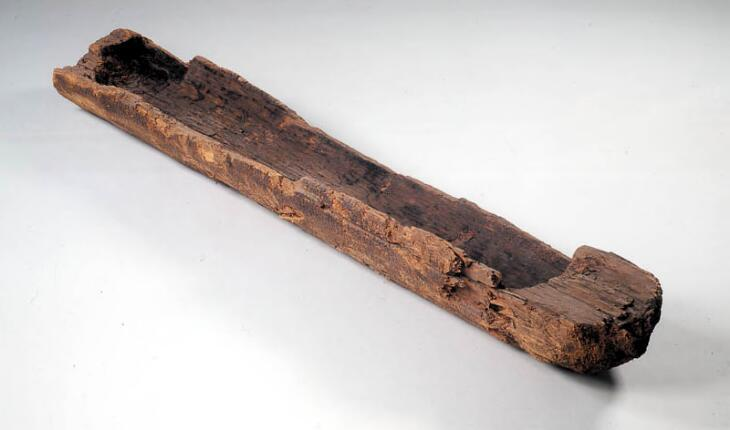
La pirogue de Pesse, datée du Mésolithique européen.
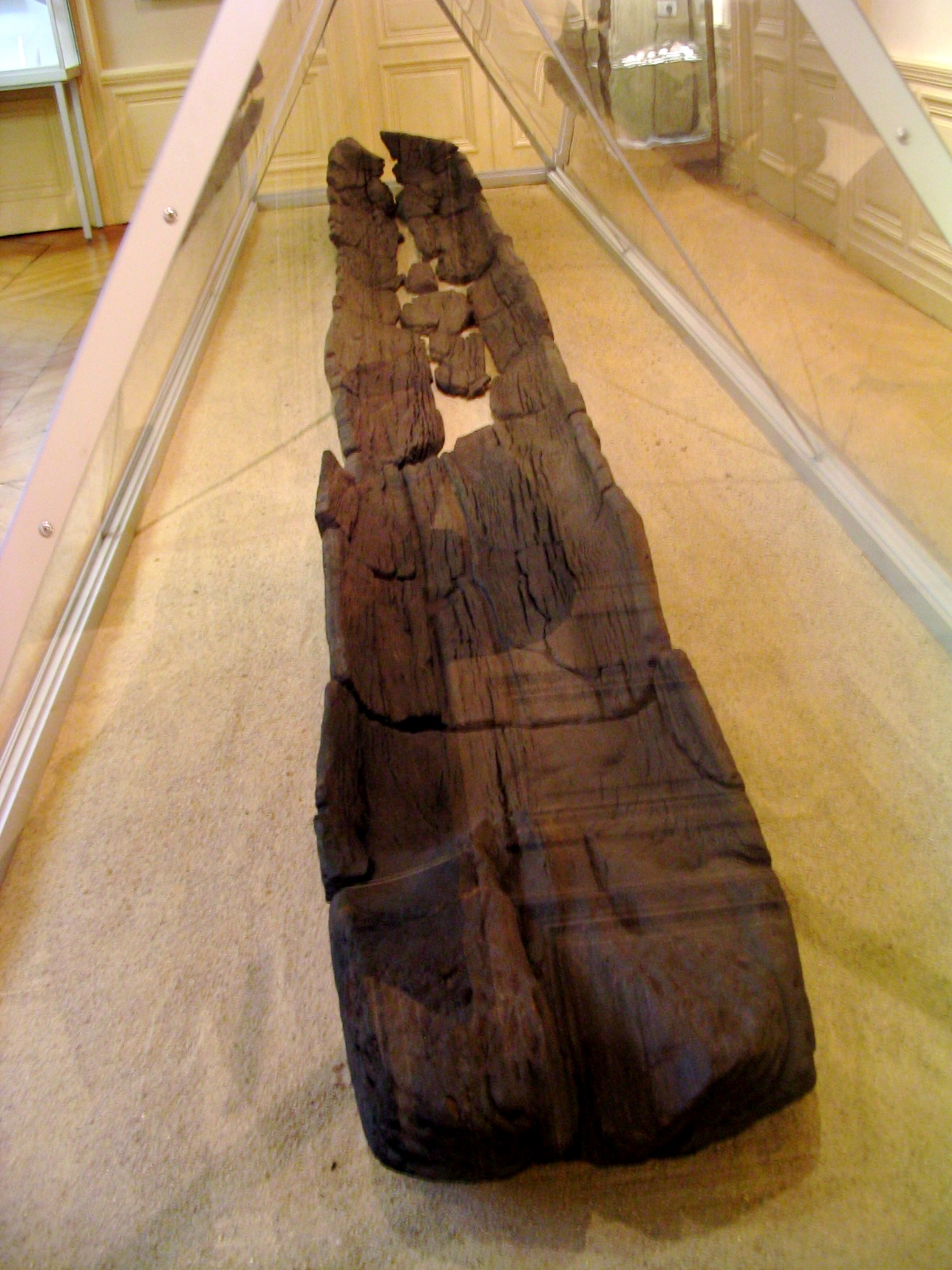
Pirogue monoxyle néolithique découverte à Bourg-Charente en 1979[8].
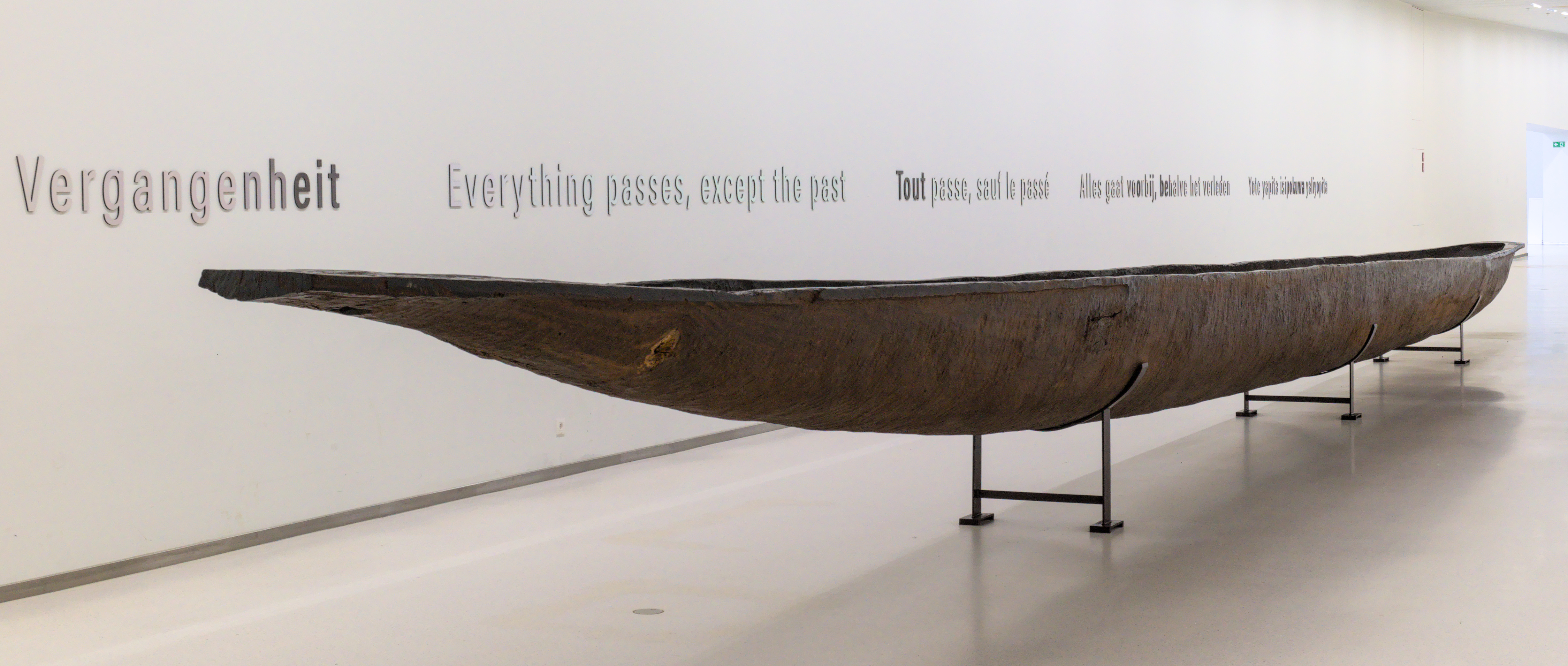
Grande pirogue monoxyle au Musée royal de l'Afrique centrale.
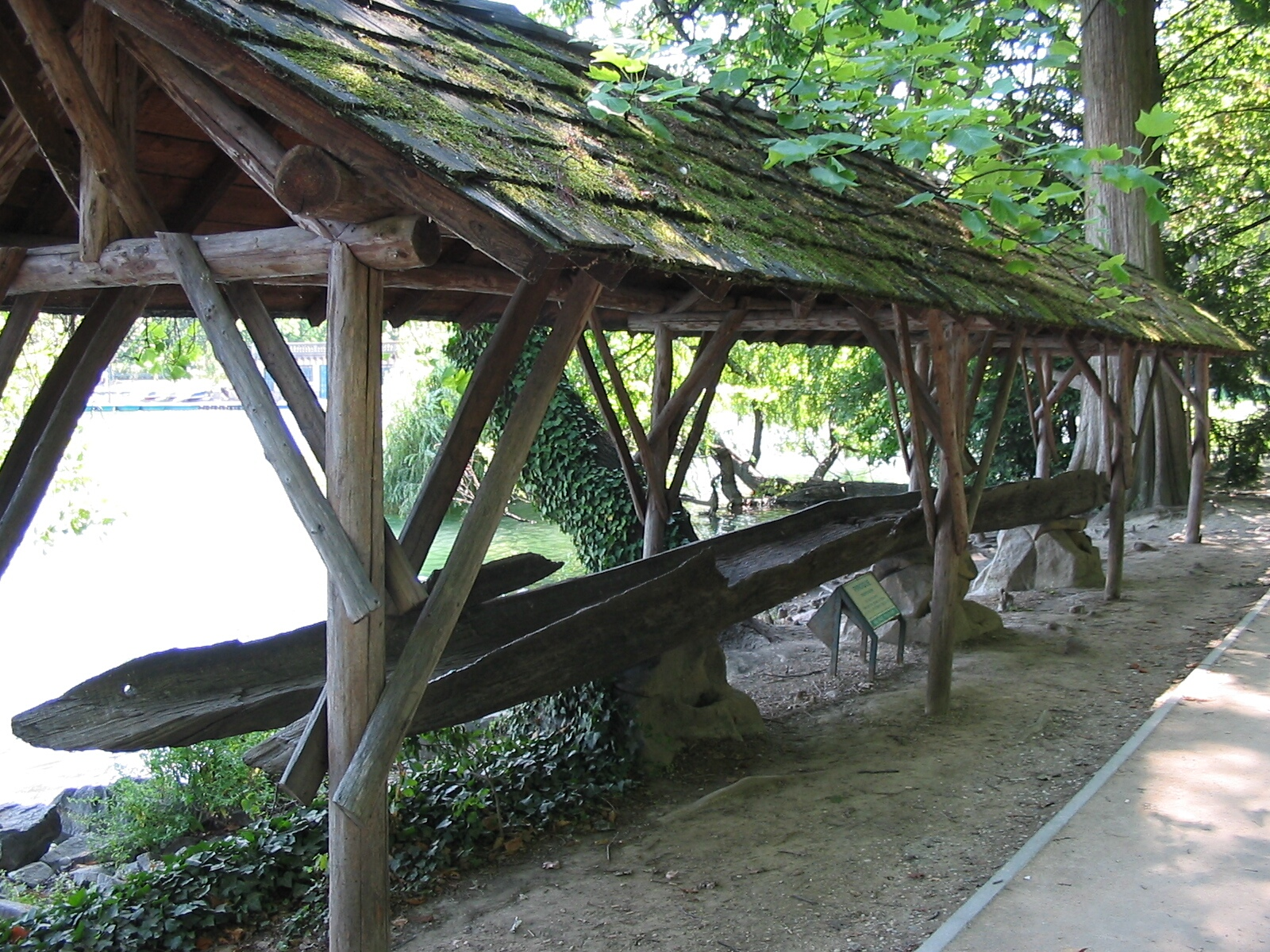
La pirogue - anciennement au Parc de la Tête d'Or (Lyon), elle est à Brégnier-Cordon au musée de l'eau.
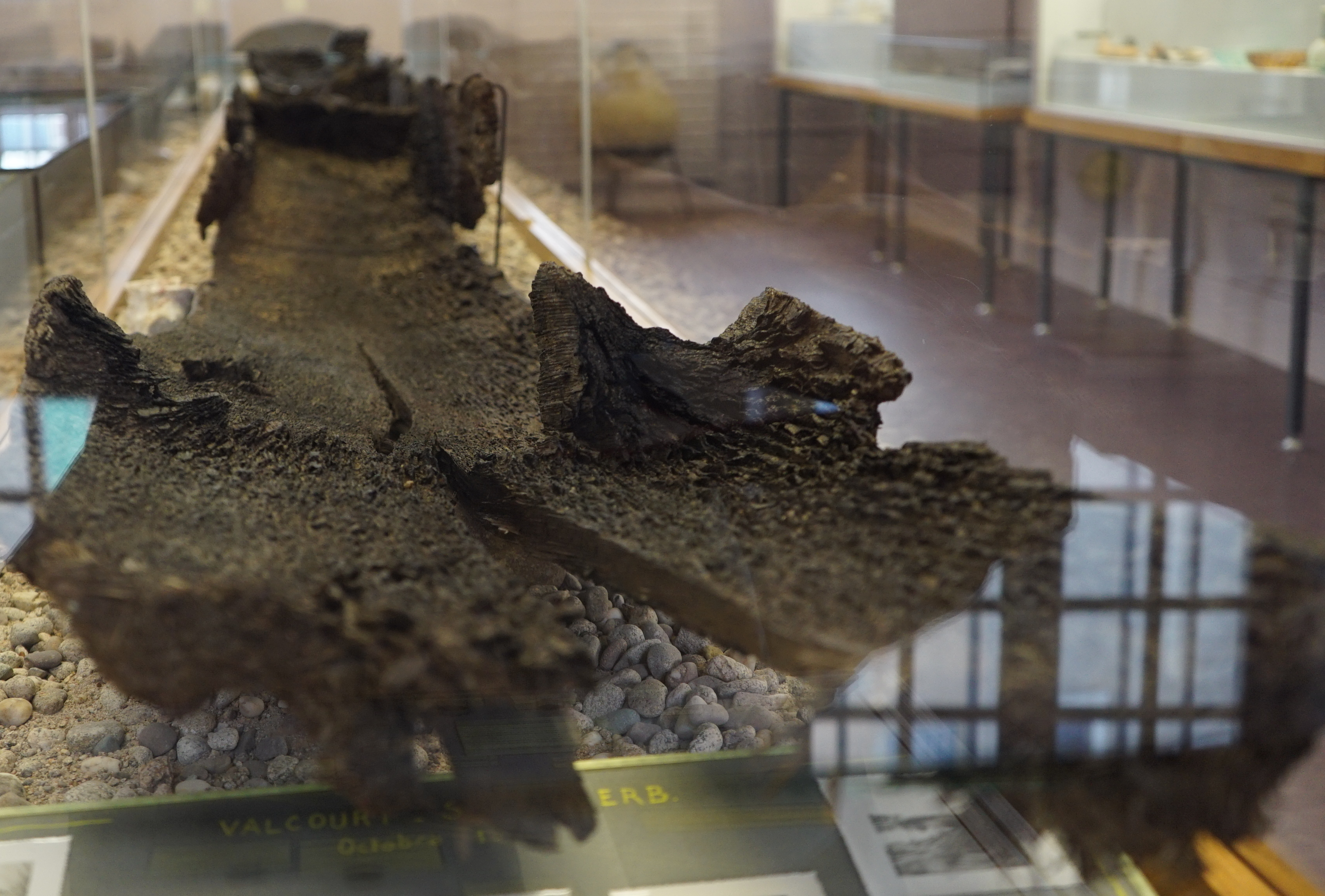
Pirogue monoxyle du musée de Toul (IIe siècle)